# 1179
1179 (MCLXXIX) var ett normalår som började en måndag i den julianska kalendern.

## Händelser

### September
- 29 september – Lando av Sezze utses till motpåve under namnet Innocentius III.

### Okänt datum
- Toltekernas rike går under och huvudstaden Tollan förstörs.

## Födda
- Hermann von Salza, stormästare av Tyska orden.
- Konstantia av Aragonien, drottning av Ungern, drottning av Sicilien och tysk-romersk kejsarinna.
- Snorre Sturlasson, isländsk hövding, historiker, författare och skald.

## Avlidna
- 18 juni – Erling Skakke, norsk jarl.
- 17 september – Hildegard av Bingen, helgon.